# Per Arwidsson
Per Axel Arwidson, född 21 augusti 1952, är en svensk fastighetsföretagare.
Per Arwidsson växte upp i Hällevadsholm i Bohuslän. Han ägde under 1980-talet Convector Fastighets AB med det konstinköpande dotterbolaget Convector Art Collection. I samband med fastighetskrisen i 1990-talets början kollapsade flera fastighetsbolag, däribland Convector. Han grundade också 1979 fastighetsföretaget Granen, som 2017 namnändrades till Arwidsro.
Arwidsson blev vid årsskiftet 2009/10 känd för sitt erbjudande till Stockholms stad att finansiera en utbyggnad av Liljevalchs konsthall på Djurgården med 50 miljoner kronor, med krav på en lika stor finansiering från stadens sida. Diskussioner pågår om möjlig byggnation av en ny utställningshall på 2.200 m² omedelbart sydväst om den nuvarande huvudbyggnaden.
Arwidson grundade 2014 Birthe och Per Arwidssons stiftelse, sedermera kallad Arwidssonstiftelsen.